# Caçador
Caçador is een gemeente in de Braziliaanse deelstaat Santa Catarina. De gemeente telt 77.323 inwoners (schatting 2017).
De plaats is de zetel van het rooms-katholieke bisdom Caçador.

## Aangrenzende gemeenten
De gemeente grenst aan Água Doce, Calmon, Lebon Régis, Macieira, Rio das Antas, Videira en General Carneiro (PR).

## Geboren
- Cida Borghetti (1965), gouverneur van Paraná[3]

## Galerij

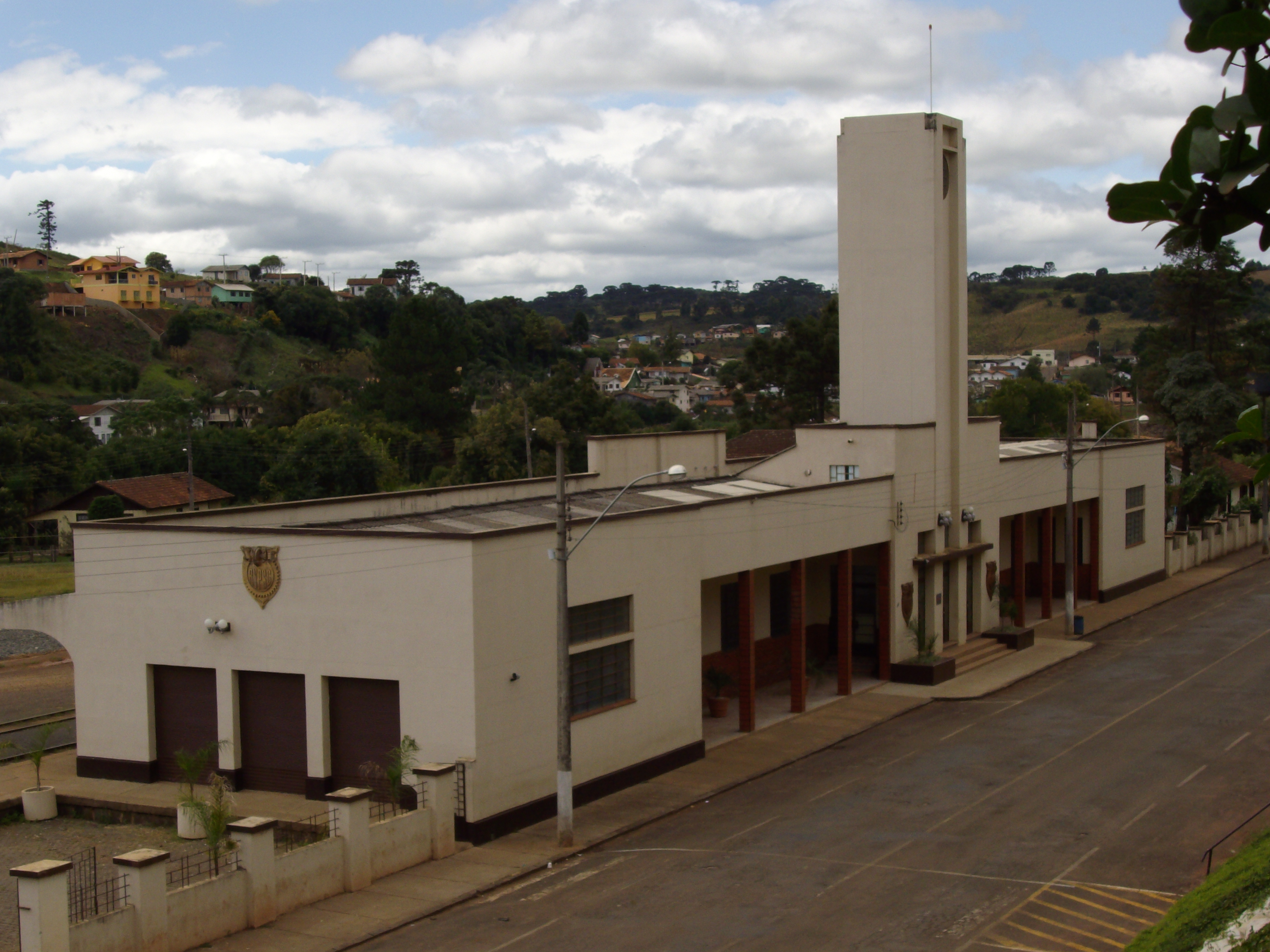
Station van Caçador
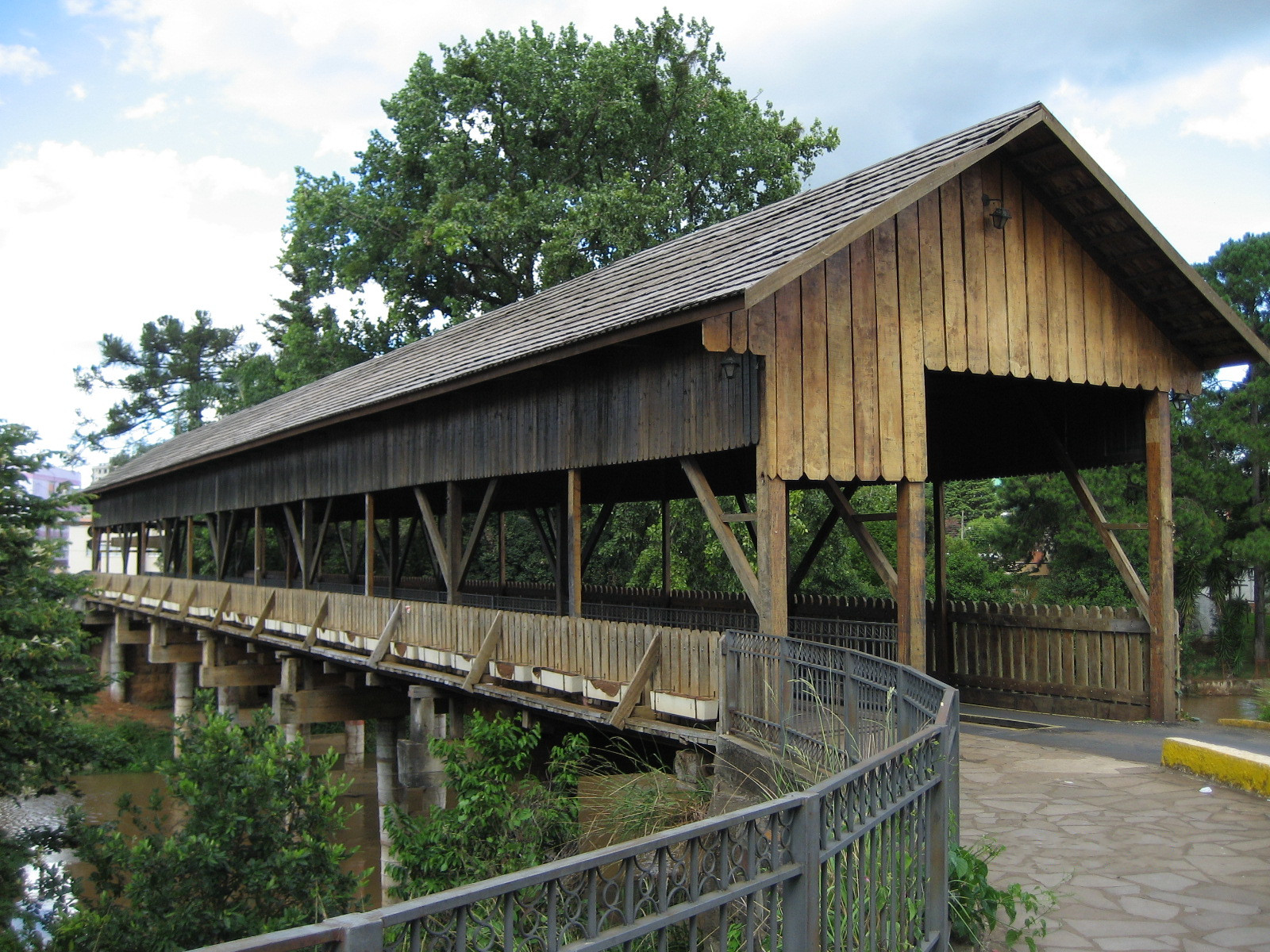
Antionio Bortolonbrug
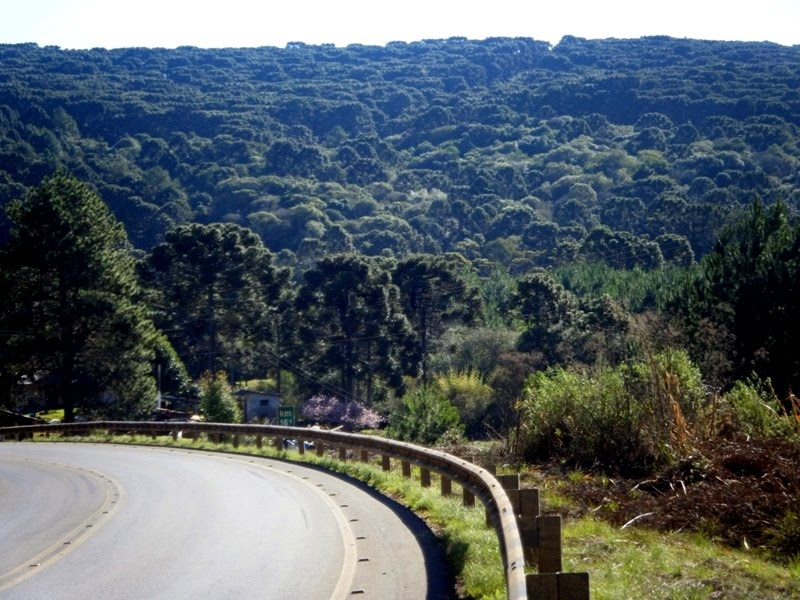
Nationaal Park van Caçador
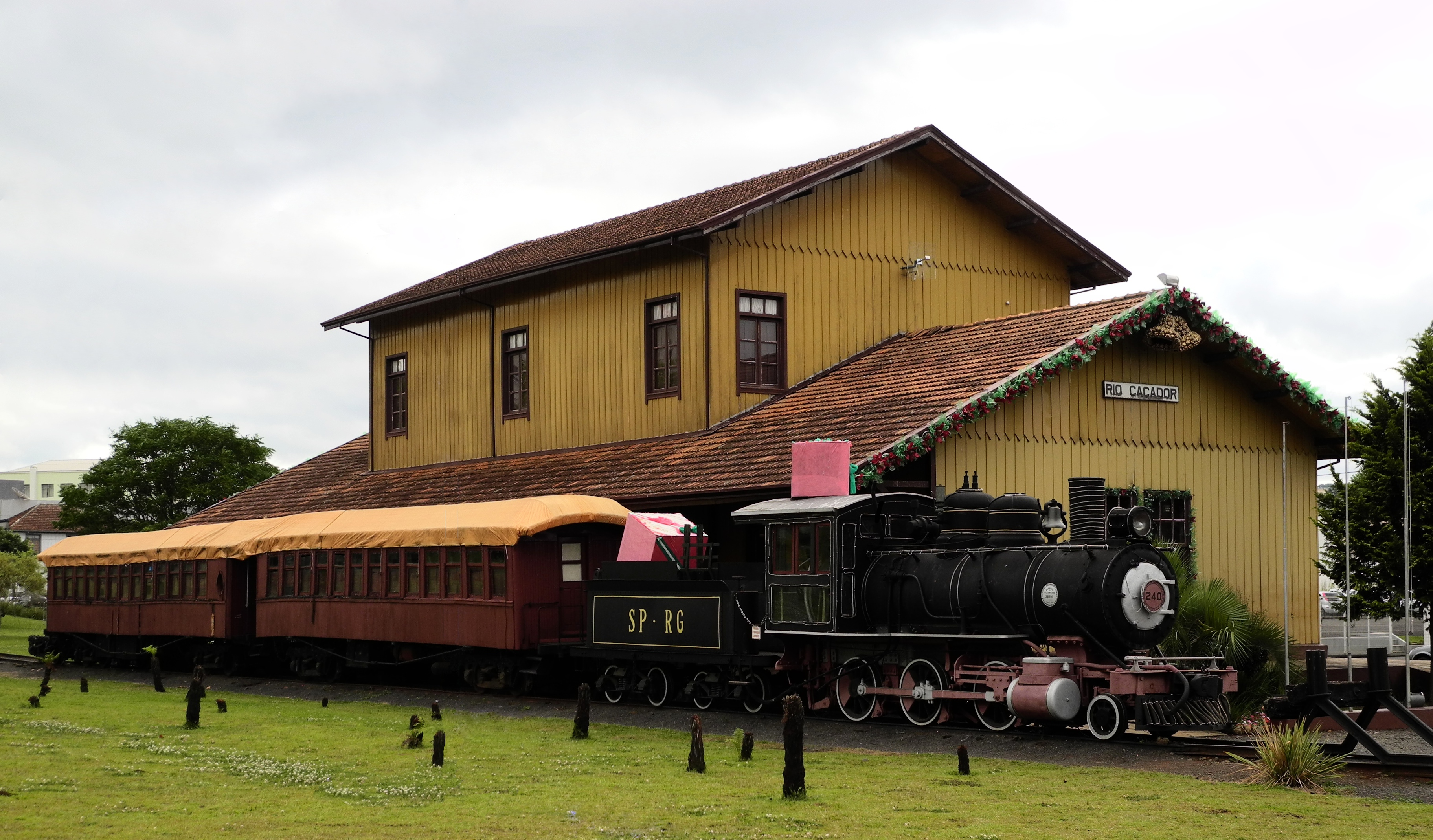
Museum Contestado